# Питруфкен
Питруфкен (исп. Pitrufquén) — город  в Чили. Административный центр одноимённой коммуны. Население — 23 331 человек (2007).   Город  и коммуна входит в состав провинции Каутин и области Араукания.
Территория коммуны —  580,7 км². Численность населения — 23 331 житель (2007). Плотность населения — 40,18 чел./км².

## Расположение
Город  расположен в 29 км на юг от административного центра области города Темуко.
Коммуна граничит:
- на севере — c коммунами Фрейре, Теодоро-Шмидт
- на востоке — с коммуной Вильяррика
- на юге — c коммунами Лонкоче, Горбеа
- на западе — c коммуной Тольтен

## Демография
Согласно сведениям, собранным в ходе переписи Национальным институтом статистики,  население коммуны составляет 23 331 человек, из которых 11 543 мужчины и 11 788 женщин.
Население коммуны составляет 2,49 % от общей численности населения области Араукания. 38,84 %  относится к сельскому населению и 61,16 % — городское население.